# Atonia hispidella
Atonia hispidella är en tvåvingeart som beskrevs av Hermann 1912. Atonia hispidella ingår i släktet Atonia och familjen rovflugor. Inga underarter finns listade i Catalogue of Life.